# Joseph Hutchinson
Pour les articles homonymes, voir Hutchinson.
Joseph Burtt Hutchinson (21 mars 1902 - 16 janvier 1988) est un biologiste britannique. Il est professeur Drapers d'agriculture à l'Université de Cambridge de 1957 à 1969.

## Biographie
Il fait ses études à la Bootham School  York et au St John's College, Cambridge. Il est élu membre de la Royal Society en mars 1951 et reçoit leur médaille royale en 1967 " En reconnaissance de son travail distingué sur la génétique et l'évolution des plantes cultivées avec une référence particulière au coton. " .
Sa citation de candidature FRS indique que: "Ses contributions sont exceptionnelles parmi les avancées aboutissant à une classification considérablement améliorée et simplifiée du genre Gossypium sur une base génétique et à une théorie admirablement développée de l'évolution de ses espèces. Son travail est central dans la très belle tradition des travailleurs britanniques qui, par une perspicacité théorique remarquable, combinée à une compétence technique, a placé le coton parmi les cultures cultivées les mieux étudiées au monde. Par ses travaux génétiques, couplés à une étude exceptionnellement large de la variabilité des grandes cultures (en particulier du coton), aux Antilles, en Inde et en Afrique, les fondements scientifiques de l'art de l'amélioration pratique des plantes ont été considérablement renforcés." .
Il est anobli en 1956 . Il préside la réunion de l'Association britannique de 1966 . Il est décédé le 16 janvier 1988.